# Podiș

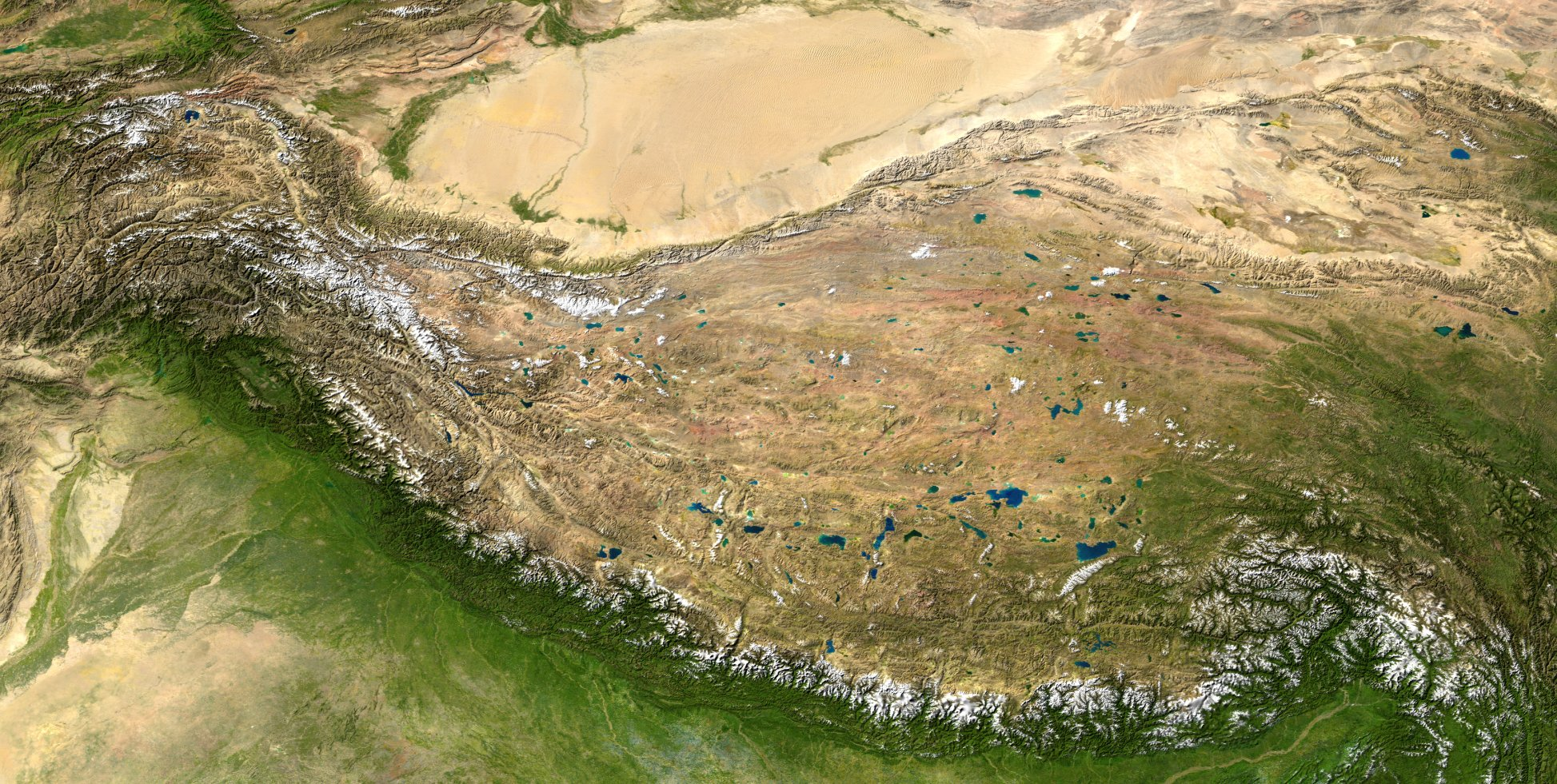
Vedere din satelit Podișul Tibet

Podișul este o formă de relief destul de plană, sub formă de platou, aflată la altitudini egale sau mai ridicate decât cele ale dealurilor.

## Tipuri de podiș
- Terase în trepte
- Platouri înalte de peste 1000 m altitudine ca în Anzii Cordilieri sau Tibet
  - Podișuri alpine de eroziune glaciară, precum Platforma de eroziune alpină Borăscu din Munții Godeanu
- Podișurile sunt frecvent formate dintr-un relief deluros, având o altitudine de peste 200 de m, care se pot întinde pe suprafețe de sute de kilometri.

## Exemple de podișuri pe diferite continente
- în Europa - Podișul Transilvaniei, din România, Podișul Castiliei, (Spania) Hardangervidda (Norvegia), Podișul Boemiei (Cehia), Podișul Bavariei (Germania) și Podișul Jura din Elveția;
- în Asia — Platoul Mongol, Podișul Tibet, Podișul Iranului, Podișul Siberiei, Podișul Dekkan (India), Platoul Bolav (Laos) și Platoul Khorat (Tailanda);
- în Africa — Podișul Dekkan (Africa de Sud), Platoul Balhi (Nigeria);
- în America de Sud — Podișul Anahuac, Quito, Puna (din Peru și Bolivia) Puna este și un deșert din Argentina

## Alte articole corelate
- Atherton Tableland
- Butte
- Chapada
- Deosai National Park
- Megalit
- Mesa
- Monolit
- Platou oceanic, platouri submarine
- Potrero
- Tepui
- Tuya

## Legături externe
- „podiș” la DEX online

## Vezi și
- Lista paginilor care încep cu „Podiș”